# Ekemotärnen
Ekemotärnen var en sjö i Askersunds kommun i Närke och ingår i Motala ströms huvudavrinningsområde. Sjöns area var 0,001 kvadratkilometer och den är belägen 190 meter över havet.